# Одаи (Тульчинский район)
Одаи (укр. Одаї) — село на Украине, находится в Тульчинском районе Винницкой области.
Код КОАТУУ — 0524380802. Население по переписи 2001 года составляет 588 человек. Почтовый индекс — 23651. Телефонный код — 4335.
Занимает площадь 13,081 км².

## Адрес местного совета
23650, Винницкая область, Тульчинский р-н, с. Дранка, ул. Шевченко, 10